# Cermei
Cermei (en hongrois: Csermő, en allemand: Tschermei) est une commune du județ d'Arad, Roumanie qui compte 2 722 habitants.
La commune est composée de 3 villages: Cermei (chef-lieu), Avram Iancu et Șomoșcheș.

## Histoire
Le premier document qui rapporte l’existence de la localité date de 1429.

## Démographie
La population de la commune a diminué par rapport au recensement de 2002, on y comptait alors près de 2 856 habitants

## Économie
L'économie de la commune Cermei est basée sur l'agriculture individuelle.

## Tourisme
- L'Église Sfântul Mucenic Dimitrie, construite au XIXe siècle.